# Chthonius remyi
Chthonius remyi är en spindeldjursart som beskrevs av Jacqueline Heurtault 1975. Chthonius remyi ingår i släktet Chthonius och familjen käkklokrypare. Inga underarter finns listade i Catalogue of Life.